# Адаменко, Юрий Васильевич
Юрий Васильевич Адаменко (род. 6 августа 1968) — советский и украинский футболист. 
Начинал играть в команде второй советской лиги «Заря» Бельцы в 1989 году. 1992 год начал в команде чемпионата Молдавии «Молдова» Боросений Ной, в 10 матчах забил 6 голов. Затем выступал в первой лиге России за «Терек» Грозный. Играл на Украине в любительских командах и в третьей лиге за «Антрацит» / «Плутон» Антрацит (1992/93, 1996), «Авангард» / «Авангард-Индустрия» Ровеньки (1993—1995).